# Лидовский, Николай Гаврилович
Лидовский Николай Гаврилович — бригадир забойщиков Приморского рудника Дальневосточного ГМК, Герой Социалистического Труда.

## Биография
Родился 7 ноября 1925 года в с. Тамбовка Харбалинского района. Детство прошло в п. Пластун Тернейского района Приморского края, куда переехали родители в 1932 году. Здесь окончил 7 классов школы в 1941 г. С июня по декабрь 1941 г. обучался в школе ФЗО п. Тетюхе по специальности «проходчик», по окончании ФЗО, направлен на работу в Сталинскую геологоразведочную партию.
В 1943 году был призван в армию, участвовал в войне с Японией, за операцию по задержанию «языка-японца» награждён медалью «За боевые заслуги». После демобилизации, в 1948 году работал на рыбокомбинате «Пластун». Затем некоторое время с 1950 по 1953 гг. работал метеорологом, старшим наблюдателем гидрометеостанции Великая Кема. В мае 1953 года устроился проходчиком в комбинат «Синанчаолово». После закрытия предприятия, в январе 1956 г. Лидовского перевели на рудник «3-й Советский», а в июне 1956 он перешел работать на рудник Приморского рудоуправления в п. Краснореченский.
В короткое время освоил все горняцкие профессии, учился у опытных бригадиров рудника. В 1958 году назначен бригадиром первой комплексной бригады забойщиков.
Хорошие организаторские способности Н. Г. Лидовского, помогли бригаде добиться рекордной производительности труда на отбойке руды (более 1000 м³ за месяц). Его бригада была инициатором внедрения новой технологии и техники. Основной системой разработки рудных тел, применяемой на руднике, была система с распорным креплением прирезками по простиранию. Эта система была приемлема для отработки жил с крутым углом падения, где отбитая руда к дучкам (выпускные воронки) доставлялась самотеком. С 1959 года бригада Н. Г. Лидовского на пологопадающих участках жил внедряла отработку подготовленных блоков вертикальными прирезками шириной 10-12 метров с крыльчатыми скатами. Доставка руды осуществлялась скреперной лебедкой по рудоспускному отделению, отгороженному от очистного пространства. Бригада первой на руднике стала применять скреперные лебедки при отработке пологопадающих жил, быстроударные перфораторы ПТ-29, лебедки ЛТ-2 для подъема леса по восстающим в очистное пространство, коронки малого диаметра, взрывчатое вещество — детонит.
В 1960 году бригада Н. Г. Лидовского в сложных горногеологических условиях, применяя метод М. Н. Бойко, за четыре месяца отбила 2241 м³ горной массы при плане 2116 кубических метра.
Указом Президиума Верховного Совета СССР от 9 июня 1961 года Н. Г. Лидовскому за выдающиеся успехи, достигнутые в деле развития цветной металлургии, было присвоено звание Героя Социалистического Труда с вручением ордена Ленина и золотой медали «Серп и Молот». Награду он получил в Москве в дни работы XXII съезда КПСС.
В сентябре 1962 года у Николая Гавриловича признали пневмокониоз и перевели дежурным подземным взрывником. По итогам социалистического соревнования в тетюхинском районе за второй квартал 1966 года Николай Гаврилович Лидовский, Герой Социалистического Труда, раздатчик склада материалов краснореченского горно-обогатательного комбината был занесен в районную книгу трудовой славы. С апреля 1973 года Н. Г. Лидовский стал работать на руднике «Приморский» подземным взрывником до ухода на пенсию в сентябре 1981 года.
Живет на ст. Свиягино Спасского района Приморского края.